# Quinídio Correia
Quinídio Major Pinto Correia (Funchal, 23 dicembre 1951) è un politico portoghese, membro del Partito Socialista ed europarlamentare dal 1995 al 1999.

## Biografia

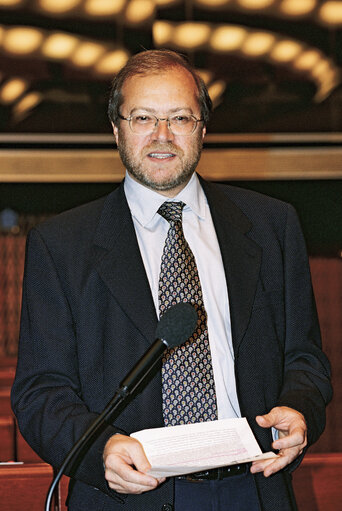
Quinídio Correia al Parlamento europeo

Nato a Funchal, nella regione autonoma di Madera, si laureò in medicina e chirurgia presso l'Università di Coimbra, specializzandosi in urologia.
Politicamente attivo con il Partito Socialista fin dai tempi dei movimenti studenteschi, fu candidato per le elezioni europee del 1994, senza tuttavia essere eletto immediatamente.
Ottenne un seggio al Parlamento europeo l'anno successivo come subentrante ad un eurodeputato uscente, a seguito delle dimissioni di António Vitorino; Correia e i colleghi Nélio Mendonça e Rui Vieira segnarono un primato, in quanto fu la prima volta che tre rappresentanti di Madera prestavano servizio contemporaneamente come europarlamentari. Proprio rispetto a tale territorialità, Correia fu particolarmente impegnato nel difendere lo status di isola ultraperiferica di Madera. Avanzò pubblicamente la richiesta di salvaguardare tale specificità nel Trattato di Maastricht, sottolineando la necessità di continuare a devolvere a Madera una serie di fondi strutturali; a tal proposito, dichiarò: "Vogliamo che la nostra posizione ultraperiferica e la nostra insularità siano comprese in modo tale da sancire una volta per tutte che Madera debba continuare a ricevere aiuti dall'Unione europea".
Quinídio Correia restò in carica fino al termine della legislatura nel 1999.
Dopo aver lasciato il seggio, restò politicamente attivo con il Partito Socialista; nel 2008 fu membro del consiglio comunale di Funchal e anche nel 2021 prese parte alle elezioni amministrative in veste di supplente.
Parallelamente alla vita politica, Quinídio Correia proseguì la sua attività di medico e nel 2001 divenne primario del reparto di urologia del Centro Ospedaliero di Funchal. Tra il 2009 e il 2013 fu direttore del servizio di urologia presso il Servizio Sanitario Regionale di Madera.